# Ernest Papa Arko
Ernest Papa Arko, född 12 maj 1984, är en ghanansk fotbollsspelare som spelar för Liberty Professionals i Ghana Premier League.

## Klubbkarriär
Ernest Papa Arko inledde sin karriär i Ocean Stars från Medina, en förort till Ghana. Han upptäcktes av den före detta spelaren Sly Tetteh, då ordförande i Liberty Professionals, som lockade honom till sitt lag. I Liberty slog igenom under säsongen 2003 och hjälpte det unga laget till en fjärdeplats i Ghana Premier League.
Den unga anfallaren kontrakterades inför säsongen 2004 av den egyptiska storklubben Zamalek, men lånades snart ut till ligakonkurrenten El Gaish på grund av sin unga ålder. Övergången gjordes senare permanent och Arko åtnjöt stor framgång under sina år i klubben. Säsongen 2008/2009 vann han skytteligan i Egyptiska Premier League med sina tolv gjorda mål. Efter en kort lånesejour i qatariska Al-Arabi spelade han för ytterligare två klubbar i Egypten, innan han återvände hem till Ghana och Liberty Professionals inför säsongen 2017.